# Кологрив
Кологрив (рус. Кологрив) град је у Русији у Костромској области. Према попису становништва из 2010. у граду је живело 3314 становника.

## Становништво
| 1939. | 1959. | 1970. | 1979. | 1989. | 2002. | 2010. |
| ----- | ----- | ----- | ----- | ----- | ----- | ----- |
| 4.000 | 4.568 | 4.599 | 4.296 | 4.306 | 3.700 | 3.314 |